# Luca Giovanardi
Luca Giovanardi (Sassuolo, 11 maggio 1974) è un musicista italiano, chitarrista, cantante, compositore e produttore dei Julie's Haircut.

## Biografia
Luca Giovanardi è un musicista e produttore italiano. È chitarrista, tastierista, cantante e membro fondatore della band Julie's Haircut con la quale ha pubblicato diversi album, singoli ed EP.
Nel 2001 ha pubblicato un album solista dal titolo Pop Terrorist.
Nel 2010 ha scritto e prodotto la colonna sonora originale per il documentario della Rai Una Fossa di Nebbia Appena Fonda per la regia di Fabrizio Marini, sulla storia dei Fratelli Cervi, per la quale ha ricevuto il premio MEI Museo della Resistenza Ca' di Malanca 2011 "per i protagonisti della cultura e della musica per la memoria".
Nel 2012 ha scritto e prodotto la musica originale per il cortometraggio Kino della regista brasiliana Natalia Warth. Sempre del 2012 è la realizzazione delle musiche per il cortometraggio Firmeza diretto da Asia Argento.
Nello stesso anno partecipa con il brano Non era un animale, nel quale utilizza la voce del partigiano Gino Beer, alla raccolta Battaglione Alleato, curata dai Modena City Ramblers.
Nel 2013 torna a lavorare per il regista Fabrizio Marini realizzando le musiche per il documentario su Roma Caput Mundi.
Dal 2011 produce anche musica elettronica e remix sotto lo pseudonimo Silent Panda | Deadly Panda, con il quale ha prodotto remix per Tre Allegri Ragazzi Morti, Kill Your Boyfriend, Lay Llamas, Drink to Me e altri.
È un membro fondatore del collettivo musicale Arzân, che conta tra le sue file numerosi musicisti con base a Reggio Emilia, tra cui membri di Giardini di Mirò, Ulan Bator e Offlaga Disco Pax.
Ha fatto inoltre parte del progetto elettronico/visuale Galactus insieme ad altri due membri dei Julie's Haircut, Nicola Caleffi e Andrea Rovacchi.
Tra il 2013 e il 2014 ha curato mensilmente la rubrica cinematografica Non mangiate la mousse di salmone per la rivista Mucchio Selvaggio.
Nel 2015 ha curato la produzione artistica dell'album The King is Dead della band trevigiana Kill Your Boyfriend.
Nel 2018 ha prestato la propria voce al gruppo Lay Llamas per la canzone Coffins On The Tree, A Black Braid On Our Way To Home, inserita nell'album Thuban, edito da Rocket Recordings. Nello stesso anno ha partecipato come musicista, arrangiatore e produttore in alcuni brani dell'album di Ferro Solo (progetto solista di Ferruccio Quercetti dei Cut) Almost Mine: The unexpected rise and sudden demise of Fernando, progetto completato con altri due brani editi nell'EP del 2020 Fernando's Xmas Special.
Nel 2022 pubblica, come Ludwig Van Verhoeven, il brano strumentale Trenodia per le vittime di Val Verde, commissionato dal sito di critica cinematografica 'I 400 Calci'.
Nel 2022 compone e produce la colonna sonora originale per il film Il Vento Soffia Dove Vuole, prodotto da Obiettivo Cinema per la regia di Marco Righi. Il film e la relativa colonna sonora vengono pubblicati a inizio 2024.
Nel 2023 pubblica per l'etichetta Backwards Storia Notturna, un album strumentale ispirato all'omonimo libro di Carlo Ginzburg.
A inizio 2024 viene pubblicato dall'etichetta Sister 9 l'album Apocalypse Is God's Spoiler del gruppo siciliano Juju, in cui canta come ospite la canzone "Doomed Love".
Nel 2025 realizza le musiche originali per il reportage 'Un'Altra Storia', dedicato alla campagna del segretario CGIL Maurizio Landini per promuovere il Referendum del 8-9 giugno.

## Discografia

### Album
- 2001 - Pop Terrorist, Superlove/Gamma Pop
- 2011 - Una Fossa di Nebbia Appena Fonda o.s.t., Superlove
- 2023 - Storia Notturna, Backwards
- 2024 - Il Vento Soffia Dove Vuole o.s.t., Superlove

### EP e Singoli
- 2012 - Kino o.s.t., Toxic Tape
- 2012 - niente®, Superlove
- 2012 - Firmeza o.s.t., Superlove
- 2013 - Caput Mundi o.s.t., Superlove
- 2022 - Trenodia Per Le Vittime Di Val Verde, Superlove

### Remix (Silent Panda | Deadly Panda)
- 2011 - Tre Allegri Ragazzi Morti - La Ballata Delle Ossa
- 2012 - Drink to Me - Space
- 2013 - Le Case del Futuro - L'Ultima
- 2013 - Portfolio - Beth Gibbons
- 2015 - Lay Llamas - In Searh of Plants
- 2015 - Kill Your Boyfriend - Isaac
- 2015 - Lay Llamas - The Place Where We Come From is the Place Where We're Going To
- 2017 - Gnoomes - Severokamsk (per Julie's Haircut)
- 2020 - Listrea - Girasole
- 2020 - Liquido di Morte - Tramonto Nucleare
- 2020 - Rainbow Island - Jiang (per Julie's Haircut)
- 2020 - Marquez - I Lupi alle Porte della Città
- 2020 - Mattatoio 5 - Rat Race

### Compilation
- 2009 - Chelsea Hotel #2 in Stranger Music: A Tribute to Leonard Cohen, Friction/42 Records
- 2012 - Non Era Un Animale in Battaglione Alleato, Mescal - 2CD

### Produttore
- 2015 - Kill Your Boyfriend - The King is Dead, Shyrec
- 2018 - Ferro Solo - Almost Mine: The unexpected rise and sudden demise of Fernando Part 1, Riff Records
- 2020 - Ferro Solo - Fernando's Xmas Special
- 2024 - Ferro Solo - Almost Mine Part III: The Fernando Chronicles